# Comics Buyer’s Guide
Comics Buyer’s Guide (сокращённо — CBG) — американский периодический журнал, посвящённый индустрии комиксов. Основан в феврале 1971 года. Последний выпуск вышел в марте 2013 года. Офис находился в Висконсине.

## История
CBG был основан в феврале 1971 года Аланом Лайтом под названием The Buyer’s Guide for Comic Fandom (TBG). Изначально журнал выходил ежемесячно, но начиная с восемнадцатого выпуска периодичность изменилась до одного раза в 2 месяца. Свою колонку в журнале получили Дон и Мэгги Томпсон.

## Comics Buyer’s Guide Fan Award
C 1982 по 2010 год CBG проводил ежегодную церемонию вручения премии Comics Buyer’s Guide Fan Award. Первые победители награды были объявлены в пятисотом выпуске (июнь 1983).